# جان ایوانز
جان ایوانز (انگلیسی: John Evans; ۲۸ اوت ۱۹۲۹ – ۶ ژانویهٔ ۲۰۰۴) بازیکن فوتبال اهل بریتانیا بود.
از باشگاه‌هایی که در آن بازی کرده‌است می‌توان به باشگاه فوتبال رومفورد، باشگاه فوتبال کولچستر یونایتد، باشگاه فوتبال ردبریج، باشگاه فوتبال چارلتون اتلتیک، و باشگاه فوتبال لیورپول اشاره کرد.